# Susanne Abel
Susanne Abel (* in Kork) ist eine deutsche Schriftstellerin und Regisseurin.

## Leben
Abel begann mit 17 Jahren als Erzieherin für behinderte Kinder und Jugendliche in ihrem Geburtsort im Hanauerland zu arbeiten. Sie absolvierte eine Ausbildung zur Puppenspielerin, bevor sie an der Deutschen Film- und Fernsehakademie Berlin studierte und daraufhin in der Filmwirtschaft tätig war. Als Ende der 1990er Jahre auch in Deutschland das Format der Doku-Soap populär wurde, führte sie insbesondere bei Projekten der damals von Gisela Marx geführten Filmproduktionsgesellschaft Filmpool in Köln Regie. Zu den von Abel inszenierten Doku-Serien gehören unter anderem Die Skischule, Die Fahrschule, Eine neue Liebe ist wie ein neues Leben, Familie Wurst und Niedrig und Kuhnt – Kommissare ermitteln, welche zum größten Teil vom Privatsender Sat.1 in Auftrag gegeben wurden. Mit Die Bräuteschule 1958 war sie 2007 auch an einem Doku-Soap-Projekt aus dem öffentlich-rechtlichen Bereich beteiligt.

### Arbeit als Schriftstellerin
2021 erschien Abels Debütroman Stay away from Gretchen. Eine unmögliche Liebe bei dtv. Abel erzählt in diesem Familienroman von der Behandlung Vertriebener in Westdeutschland in der Nachkriegszeit und thematisiert das Schicksal schwarzer Besatzungskinder („Brown Babies“). Inspiriert wurde sie durch den Dokumentationsfilm Brown Babies – Deutschlands verlorene Kinder von Michaela Kirst, der 2011 auf Arte ausgestrahlt wurde. Das Buch basiert auf einer ausführlichen Recherche Abels; stilistisch orientierte sie sich an historischen Tagebüchern, was in einer sehr berichtenden Schreibweise mündet. Obwohl das Buch in der Literaturkritik anfangs tendenziell wenig Beachtung fand, wurde der Roman zum Bestseller und konnte sich über 30 Wochen auf der Spiegel-Bestsellerliste halten. Die veröffentlichten Besprechungen des Romans waren meist wohlwollend. So lobte Elke Heidenreich das Buch für die fesselnde Darstellung eines wichtigen historischen Themas.
Im Juni 2022 erschien Abels Roman Was ich nie gesagt habe: Gretchens Schicksalsfamilie, eine Fortsetzung ihres Erstlings, der die Handlung um die Familie weiterführt. Thematisch kreist die Handlung um die Verbrechen an behinderten Kindern im Nationalsozialismus und die donogene Insemination. Auch dieser Roman schaffte es auf die Spiegel-Bestsellerliste.

## Bücher
- Stay away from Gretchen. Eine unmögliche Liebe, Roman. dtv, München 2021, ISBN 978-3-423-28259-8.
- Was ich nie gesagt habe: Gretchens Schicksalsfamilie, Roman. dtv, München 2022, ISBN 978-3-423-29023-4.